# Katastrofa samolotu Avro Lancaster w Luqa
Katastrofa samolotu Avro Lancaster w Luqa w 1952 – wypadek samolotu wojskowego, który miał miejsce na Malcie 30 grudnia 1952, kiedy bombowiec Avro Lancaster rozbił się wkrótce po starcie z bazy lotniczej RAF Luqa na terenie dzielnicy mieszkalną w Luqa. Zginęło trzech z czterech członków załogi samolotu i jedna osoba cywilna na ziemi. Katastrofa spowodowała również rozległe zniszczenia mienia. Przyczyną katastrofy była awaria silnika.

## Tło wydarzenia
Samolot uczestniczący w wypadku był samolotem poszukiwawczo-ratowniczym Avro Lancaster ASR.III o numerze seryjnym SW344. Samolot został zbudowany podczas II wojny światowej, a po zakończeniu konfliktu został zmodyfikowany do celów poszukiwawczo-ratowniczych na morzu. Dostarczono go do No. 37 Squadron RAF w kwietniu 1951. Samoloty tego typu stały się przestarzałe w 1952, a eskadra planowała w 1953 zastąpić swoje Lancastery samolotami Avro Shackleton.
W samolocie zasiedli pilot John C. E. Smith, drugi pilot Charles Glanville, radiooperator John Crawford Logan i inżynier pokładowy Wilfred Morris. Był to pierwszy lot Glanville’a jako kapitana.

## Wypadek
W dniu wypadku samolot miał wziąć udział w locie szkoleniowym. Po przeprowadzeniu rutynowych kontroli silnik samolotu został uruchomiony i samolot kołował do pasa 06 RAF Luqa. O godzinie 11.40, w trakcie startu, jeden z bliższych kadłuba samolotu silników Rolls-Royce Merlin zaczął „przerywać”, aby przestać działać całkowicie podczas startu samolotu.
Gdy trzy z czterech silników nadal działały, Smith przejął kontrolę nad samolotem i próbował wrócić na lotnisko, aby wykonać awaryjne lądowanie. Jednak samolot leciał zbyt wolno, jego wysokość była zbyt niska i skręcał w prawo, a niecałe trzy minuty po starcie rozbił się w dzielnicy mieszkaniowej w mieście Luqa.
Samolot zahaczył o jeden z domów, a następnie rozbił się w St. George Street, uderzając w trzy kolejne domy. Po zderzeniu z ziemią samolot zapalił się, jego szczątki spadły na New Street. Ogon samolotu wylądował na placu budowy, gdzie odbudowywano zniszczony przez wojnę dom, a części skrzydeł i silników wylądowały na domach, w ogrodach lub na ulicy. Katastrofa pozostawiła szlak zniszczenia o długości około 275 metrów, wiele domów zostało poważnie uszkodzonych lub zniszczonych.

## Akcja ratunkowa
Akcja poszukiwawczo-ratownicza była początkowo prowadzona przez strażaków z RAF Luqa i policję maltańską. Inni ratownicy, w tym zespoły z RAF Hal Far i RAF Ta Kali oraz z Malta Dockyard, przybyły na miejsce katastrofy wkrótce potem. Brytyjscy ratownicy medyczni i specjaliści, a także personel United States Navy, którzy stacjonowali w Ħal Far również udzielali pierwszej pomocy ofiarom.
Trzech z czterech członków załogi Lancastera przeżyło bezpośrednią katastrofę, ale zostało ciężko rannych. Dwóch z nich zmarło w szpitalu w ciągu kilku godzin od katastrofy lub następnego dnia, pozostawiając pilota Smitha jako jedynego ocalałego. Mieszkanka Luqa doznała poważnych poparzeń w wyniku pożaru paliwa w jednym ze skrzydeł samolotu, który wylądował w jej ogrodzie. Została zabrana do szpitala św. Łukasza, gdzie zmarła 1 stycznia 1953. Co najmniej dwie inne osoby doznały mniej poważnych oparzeń i również zostały zabrane do szpitala.

## Następstwa katastrofy
Po katastrofie obchody Nowego Roku w RAF Luqa zostały odwołane, aby uszanować ofiary. Dwóch członków załogi zostało pochowanych 2 stycznia 1953 na cmentarzu wojskowym Mtarfa, podczas gdy szczątki radiooperatora Crawforda Logana przewieziono do Szkocji i tam pochowano. Mieszkanka Luqa, która zmarła z powodu odniesionych obrażeń, została pochowana na cmentarzu parafialnym w Luqa.
Katastrofa spowodowała rozległe uszkodzenia wielu budynków, a 14 nieruchomości doznało jakiejś formy uszkodzenia. Wyznaczony przez sąd architekt i Wydział Robót Publicznych zbadali odpowiednio uszkodzenia budynków mieszkalnych i strefy usługowej. Jedna rodzina, której dom został poważnie uszkodzony, otrzymała zastępcze zakwaterowanie w budynku, który został zbudowany z przeznaczeniem na posterunek policji w Luqa. W dniu katastrofy dowódca RAF Luqa wysłał do proboszcza parafii Luqa czek na 25 funtów jako pierwszą pomoc dla ofiar. Royal Air Force był później skłonny zapłacić odszkodowanie ex gratia, ale nie tyle, ile żądali ci, którzy stracili mienie w katastrofie. Lider Partii Pracy Dom Mintoff prowadził kampanię na rzecz przyznania odpowiedniego odszkodowania, a ostatecznie komisja ds. Roszczeń sporządziła raport, który przyznał odszkodowanie na podstawie wyceny biegłych.
Jeden z pierwszych ratowników na miejscu katastrofy, szef sekcji straży pożarnej RAF Luqa Cecil F. Harrison, został 1 września 1953 odznaczony British Empire Medal za swoje czyny podczas akcji ratunkowej. Znalazł dwóch członków załogi, którzy zostali wyrzuceni z samolotu, pocieszał ich pośród płonących resztek samolotu i wzywał pomoc, aż nadeszła.

### Dochodzenie
Przeprowadzono oficjalne dochodzenie, które wykazało, że sierżant Smith nie był odpowiedzialny za spowodowanie wypadku.

## Współcześnie
Dziś nie ma pomnika ani tablicy upamiętniającej ten wypadek.